# NGC 2599
NGC 2599 è una vasta galassia a spirale situata nella costellazione del Cancro, a una distanza di circa 240 milioni di anni luce dalla nostra Via Lattea.

## Scoperta
La galassia è stata scoperta il 16 novembre 1784 dall'astronomo britannico di origine tedesca William Herschel.

## Descrizione
NGC 2599 ha una classe di luminosità I e presenta una larga riga a 21 cm dell'idrogeno neutro.
Il database SIMBAD la considera una galassia che probabilmente contiene un quasar.
Il nucleo di NGC 2599 presenta emissioni nell'ultravioletto. Per questo è inserita nel catalogo di Markarian con il codice Mrk 389 (MK 389).

## Supernova
Il 6 marzo 1965, all'interno di NGC 2599 è stata scoperta la supernova SN 1965P da H.S. Gates dall'Osservatorio di Monte Palomar. Non è stato determinato a quale tipologia appartenesse la supernova.